# The Velvet Underground & Nico
| Recensione       | Giudizio       |
| ---------------- | -------------- |
| AllMusic         |                |
| Onda Rock        | Pietra miliare |
| Piero Scaruffi   | 9/10           |
| Pitchfork        | 10/10          |
| Q                |                |
| Robert Christgau | A              |
| Rolling Stone    |                |
| 24.000 dischi    |                |

The Velvet Underground & Nico è il primo album in studio del gruppo musicale rock statunitense The Velvet Underground, registrato con la collaborazione della cantante tedesca Nico nel 1966 e pubblicato nel 1967 dalla etichetta Verve Records.
Viene considerato uno degli album fondamentali nella storia del rock, una pietra miliare cui numerosi artisti si sarebbero ispirati in futuro anche se in realtà non riscosse un particolare successo commerciale al momento della sua pubblicazione. Il disco è considerato uno degli album più importanti, influenti e acclamati della storia della musica rock, avendo gettato le basi per una moltitudine di generi venuti dopo (come punk, new wave, rock alternativo o post-rock) e avendo introdotto tematiche innovative nei testi che lo compongono, mai affrontate prima in maniera così esplicita in un brano rock, come la vita metropolitana, la perversione e la deviazione sessuale, l'alienazione urbana o lo spaccio e assunzione di droga. Insieme alla band (che all'epoca consisteva in Lou Reed, John Cale, Sterling Morrison e Maureen "Moe" Tucker) figurava la cantante Nico in tre canzoni (Femme Fatale, All Tomorrow's Parties e I'll Be Your Mirror). La ragazza venne invitata dal produttore e amico Andy Warhol, il quale pensò che l'aggiunta della carismatica figura dell'algida modella tedesca potesse far guadagnare popolarità al gruppo.
L'album venne prodotto da Tom Wilson e da Andy Warhol, il quale ne disegnò la celebre copertina inserita poi dalla rivista di critica musicale Rolling Stone al decimo posto nella lista delle "100 migliori copertine della storia". 
L'album è inserito nel National Recording Registry dalla Biblioteca del Congresso degli Stati Uniti come opera da preservare per i posteri. Nel 2006 The Observer lo ha inserito al primo posto nella lista dei "50 album che hanno cambiato la musica". La rivista Uncut lo ha giudicato "il più grande album di debutto di tutti i tempi". Nel 2020 l'album è stato inserito dalla rivista Rolling Stone al 23º posto nella lista dei "500 migliori album della storia della musica", mentre il quotidiano britannico The Times lo inserisce all'11º posto nella lista dei "100 migliori album di tutti i tempi". Il mensile la Repubblica XL lo ha definito "il disco che ci ha cambiato la vita dando forma alla cultura pop grazie alla scandalosa copertina di Warhol e a un suono rivoluzionario".

## Registrazione

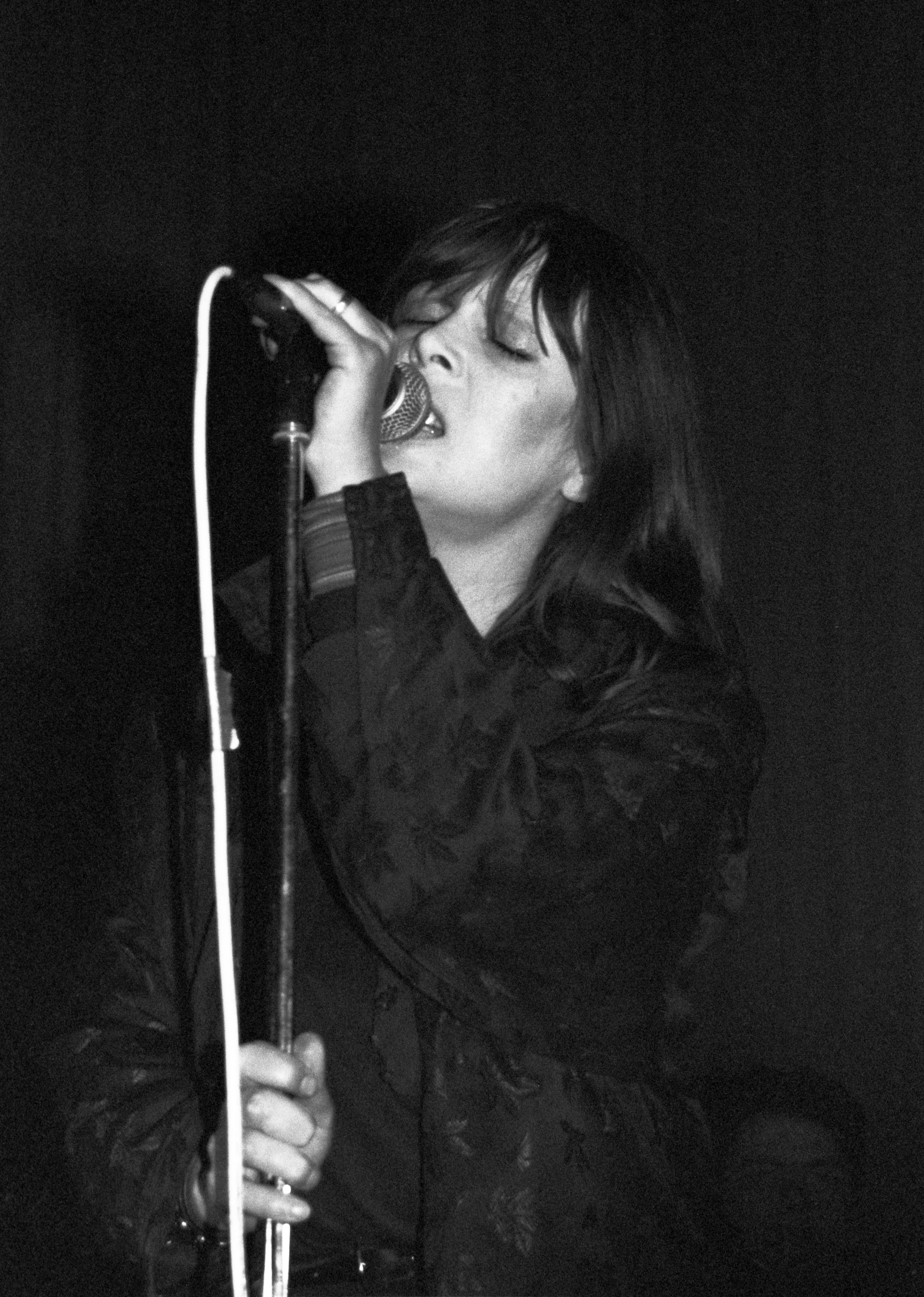
Nico, cantante che collaborò al disco interpretandone tre brani

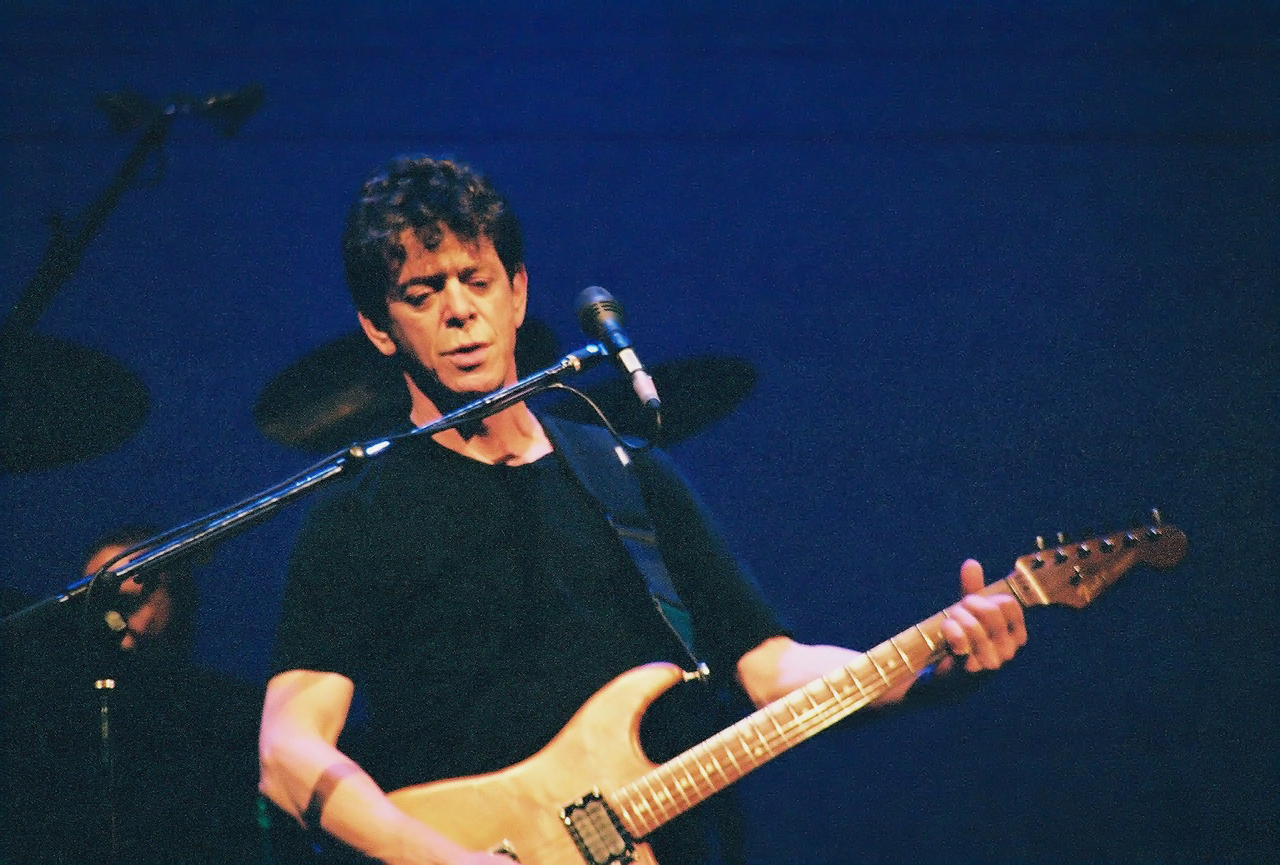
Lou Reed, cantante e chitarrista del gruppo, scrisse la maggior parte dei testi che compongono il disco

Tutte le canzoni che formano il disco sono state registrate in due soli giorni, in un decrepito studio di New York, lo Scepter Studios, nell'aprile del 1966. Le incisioni vennero finanziate da Warhol e dalla Columbia Records, che si interessò con la speranza di poter vendere il prodotto ad un'altra compagnia. Columbia, Atlantic Records e Elektra Records rifiutarono, ma la piccola etichetta jazz Verve Records, che era molto interessata al rock più sperimentale, accettò. Determinante fu la segnalazione da parte del produttore Tom Wilson, che aveva recentemente preso a lavorare per la Verve dopo un periodo passato alla Columbia.
Tre delle canzoni, I'm Waiting for the Man, Venus in Furs e Heroin, vennero ri-registrate a Hollywood alla fine del 1966, nel corso di due giorni ai T.T.G. Studios. La pubblicazione dell'album venne ripetutamente rimandata a causa di problemi inerenti alla produzione della complicata copertina con la banana sbucciabile ideata da Warhol. Nel novembre '66, Wilson portò la band in studio a New York per ultimare il tutto ed aggiungere l'ultima canzone: il singolo Sunday Morning.

## Produzione

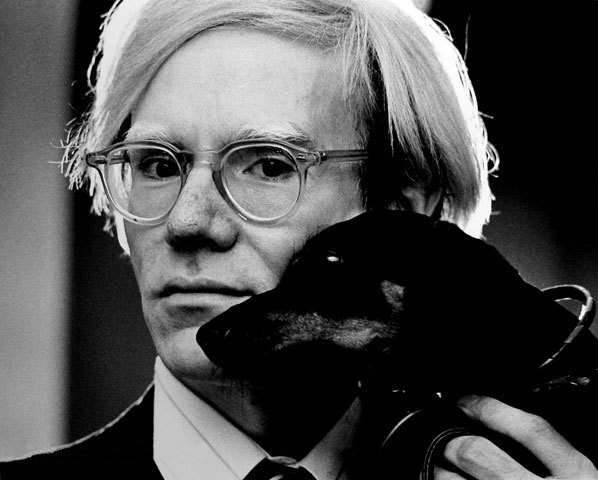
Andy Warhol, produttore del disco e illustratore della copertina

Esiste una certa confusione circa la reale identità del produttore discografico di The Velvet Underground & Nico. Anche se Andy Warhol venne formalmente accreditato nelle note del disco come produttore dell'album, egli ebbe un'influenza relativamente minima per quanto riguarda le scelte prettamente musicali. Infatti, diversi altri individui che lavorarono all'album vengono spesso menzionati tecnicamente come produttori dell'LP.
Ai tecnici Norman Dolph e John Licata è spesso attribuita la produzione delle tracce incise agli Scepter Studios, essendo essi considerati come responsabili della produzione e mixaggio delle registrazioni in questione (nonostante non vengano nominati nelle note originali dell'LP). Dolph stesso, tuttavia, ammise che fu John Cale a svolgere la funzione di primario produttore creativo, occupandosi dell'arrangiamento della maggior parte dei brani sul disco. D'altra parte, Cale in seguito rimarcò il fatto che fosse stato Tom Wilson l'artefice principale della produzione tecnica di The Velvet Underground & Nico, sminuendo invece il ruolo svolto da Andy Warhol. Sterling Morrison descrisse Warhol come produttore nel senso di "produttore cinematografico". Disse che la band lo aveva coinvolto solo dal lato finanziario e che l'artista si limitò a stare seduto in silenzio in cabina di regia per quasi tutta la durata delle sessioni ad ascoltare le canzoni, dando, di tanto in tanto, qualche consiglio.

## Copertina
L'album è informalmente chiamato anche "banana album" per via della copertina raffigurante una banana disegnata da Andy Warhol; sulla copertina non comparivano scritte con il nome del gruppo o quello della casa discografica ma solo la firma dell'artista e la scritta "peel slowly and see" ("sbucciare lentamente e vedere") in quanto la banana era un adesivo staccabile che copriva una banana sbucciata rosa (metafora di un membro maschile). La produzione dell'album ebbe diverse problematiche; inizialmente la produzione venne fermata e gli album già distribuiti nei negozi vennero ritirati per l'alto costo della stampa (era stato progettato un macchinario apposito); una successiva stampa ebbe dei problemi legali con il ballerino della Factory, Eric Emerson, in quanto una sua fotografia, tratta da un film di Warhol, era stampata sul retro dell'album senza che gli fossero stati pagati i diritti d'immagine; l'album venne quindi nuovamente ritirato. A causa della travagliata fase di produzione e di impaginazione grafica, l'album venne pubblicato in un gran numero di versioni differenti; nei soli Stati Uniti potrebbero essere state pubblicate circa 30 edizioni diverse: la versione originale, la versione con l'adesivo a coprire sul retro il viso di Eric Emerson, quella con la faccia cancellata e quella con una diversa foto sul retro di copertina oltre a versioni con la banana realmente sbucciabile e altre con solo il disegno della stessa.

## Accoglienza
(Brian Eno, intervistato da Kristine McKenna)

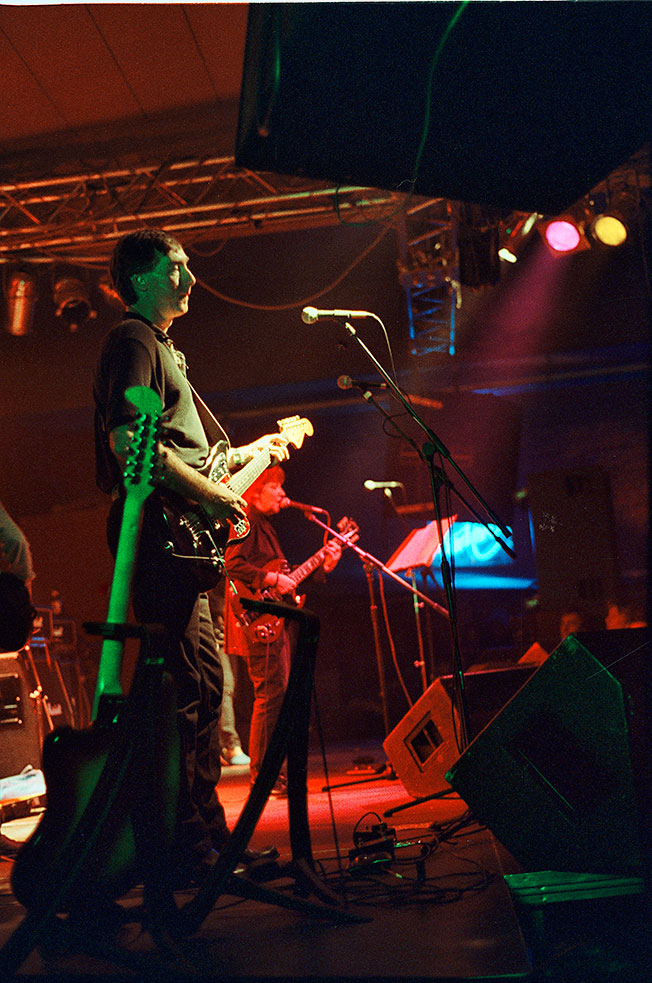
Sterling Morrison: nel disco suona la chitarra e il basso

All'epoca della sua uscita fu ampiamente un insuccesso dal punto di vista commerciale per gli standard della musica pop degli anni sessanta. I suoi controversi contenuti e le tematiche scabrose dei brani fecero sì che l'album venisse quasi immediatamente bandito in molti negozi di dischi. Molte stazioni radio si rifiutarono di mandare in onda le canzoni dell'album e anche certi giornali si rifiutarono di pubblicizzarlo o di recensirlo. L'insuccesso poté anche imputarsi alla Verve, che fallì nel promuovere e distribuire l'album in maniera competitiva.
L'album debuttò nella classifica di Billboard il 13 maggio 1967 posizionandosi al 199º posto per poi raggiungere la posizione massima numero 195 il 10 giugno 1967. Rientrò in classifica il 18 novembre 1967 al numero 182, raggiungendo il 171º posto il 16 dicembre 1967, uscendo definitivamente di classifica il 6 gennaio 1968 alla posizione numero 193.

### Critica
Nonostante la quasi pressoché totale mancanza di successo commerciale all'epoca della pubblicazione, l'album con il passare degli anni ha goduto di una enorme rivalutazione sia da parte della critica sia da parte del pubblico.
La rivista Rolling Stone ha inserito il disco al 13º posto nella sua classifica dei migliori 500 album della storia, mentre nel 2006 The Observer lo ha dichiarato primo tra i 50 "album che hanno cambiato la musica". Per fare altri esempi della grande stima nei riguardi dell'album, la rivista Uncut lo ha definito "il più grande album di debutto di tutti i tempi", inoltre nel 2006 è stato inserito nel National Recording Registry dalla Biblioteca del Congresso degli Stati Uniti come opera da preservare per i posteri.

## Brani

### Sunday Morning
Dietro la serena descrizione di una calma domenica mattina, tranquillo risveglio dopo una notte di abusi di droghe, si cela un sentimento di paranoia e d'ansia strisciante che attanaglia il narratore della canzone. Il produttore Tom Wilson avrebbe voluto che a cantare il brano fosse Nico, ma Lou Reed volle cantarlo a tutti i costi lui stesso.

### I'm Waiting for the Man
Uno studentello bianco si reca in un quartiere nero di Harlem a comprare dell'eroina dal suo spacciatore di fiducia che lo fa sempre aspettare. Farà dei brutti incontri prima di riuscire ad avere la sua dose. Un martellante piano boogie, contrappuntato da chitarre elettriche quasi punk, impreziosisce il brano. La parte finale del brano dà inoltre spazio al suono di un pianoforte che suona sempre la stessa nota.

### Femme Fatale
Facciamo la conoscenza di una figura femminile algida, cinica e risoluta, che non si fa scrupoli a trattare i suoi spasimanti come giocattoli. Nico la interpreta sul disco alla perfezione. Lou Reed ha raccontato che la canzone fu scritta, dietro richiesta di Andy Warhol, ispirandosi alla figura di Edie Sedgwick.

### Venus in Furs
Ispirata dalla lettura del romanzo Venere in pelliccia di Leopold von Sacher-Masoch, descrive un triangolo sadomaso non privo di amarezza esistenziale, tra due amanti e il narratore che li osserva nel loro perverso gioco servo-padrona. Il brano risalta per la violenta presenza della viola di John Cale.

### Run Run Run
Ambientata a Union Square, un parco dove si incontrano gli spacciatori di droga a Manhattan. I protagonisti della canzone sono quattro delinquenti dai nomi bizzarri, forse transessuali, (Teenage Mary, Margarita Passion, Seasick Sarah, e Beardless Harry), appartenenti al mondo della droga di New York. Brano essenzialmente Rock n' Roll con lunghi assoli di chitarra elettrica nell'intermezzo.

### All Tomorrow's Parties
Funerea riscrittura della favola di Cenerentola cantata da Nico; era la canzone del disco preferita da Andy Warhol. Lou Reed descrisse il brano anche come «una descrizione molto appropriata di certa gente che frequentava la Factory in quel periodo». Il brano è accompagnato da un pianoforte preparato su idea di John Cale che suona sempre la stessa nota. Del brano esistono due versioni, una pubblicata come singolo (lato B: I'll Be Your Mirror), con la voce di Nico ben in evidenza raddoppiata su due piste, e una seconda con un missaggio più pacato e meno radiofonico.

### Heroin
Cruda descrizione della dipendenza dall'eroina di un tossicodipendente. La descrizione dell'esperienza è raccontata nei dettagli più feroci, come l'ago che buca la vena, il sangue che entra nella siringa e la volontà di annullarsi completamente nella droga che diventa l'unica compagna di vita del protagonista.

### There She Goes Again
Un ragazzo è tormentato dalla gelosia che prova per la sua ragazza che sembra non curarsi minimamente di lui e provare piacere a ferire i suoi sentimenti. Il consiglio di Lou Reed? Picchiarla. Il riff iniziale della canzone è ripreso dal successo del 1963 di Marvin Gaye Hitch Hike.

### I'll Be Your Mirror
Delicata canzone d'amore scritta da Reed per essere cantata da Nico. Dedicata al primo amore di Lou, Shelley Albin, e forse anche alla stessa Nico, con la quale Reed all'epoca ebbe una breve relazione.

### The Black Angel's Death Song
Sperimentazione sonora attraverso un massiccio uso del feedback e della viola distorta e lancinante di Cale. Il testo è un fluire di immagini onomatopeiche, nonsensi e associazioni verbali senza un particolare significato. Sulla canzone circola una celebre leggenda metropolitana confermata anche da Sterling Morrison, si dice che la sera stessa che i Velvet Underground suonarono la canzone per la prima volta in pubblico, furono licenziati in tronco dal proprietario del locale in cui si esibivano.

### European Son
Dedicata alla memoria del primo nume tutelare di Lou Reed, il poeta Delmore Schwartz (inizialmente infatti il brano si intitolava "European Son to Delmore Schwartz), dopo un breve testo cantato sopra un riff di chitarra e basso, un rumore assordante prodotto da John Cale trascinando una sedia di metallo sul pavimento e poi facendola sbattere violentemente contro una pila di piatti di alluminio ci porta a un brusco cambio di clima: una lunga coda strumentale a base di distorsioni e feedback di chitarra che sconvolse non poco il pubblico di allora.

## Tracce
Tutte le canzoni sono state scritte da Lou Reed, eccetto dove indicato:
Lato A
1. Sunday Morning – 2:54 (testo: Lou Reed – musica: Lou Reed, John Cale)
2. I'm Waiting for the Man – 4:39
3. Femme Fatale – 2:38
4. Venus in Furs – 5:12
5. Run Run Run – 4:22
6. All Tomorrow's Parties – 6:00

Lato B
1. Heroin – 7:12
2. There She Goes Again – 2:41
3. I'll Be Your Mirror – 2:14
4. The Black Angel's Death Song – 3:11 (Lou Reed, John Cale)
5. European Son – 7:46 (Lou Reed, John Cale, Sterling Morrison, Maureen Tucker)

## Formazione
- Lou Reed - voce, chitarra solista, ostrich guitar
- John Cale - viola elettrica, basso, pianoforte, celesta, cori
- Sterling Morrison - chitarra, basso, cori
- Maureen Tucker - percussioni
- Nico - voce in Femme Fatale, All Tomorrow's Parties, I'll Be Your Mirror; voce di supporto in Sunday Morning

## Influenze musicali
Le principali influenze musicali dell'album sono da ricercarsi in modo differente nei membri della band.

### John Cale

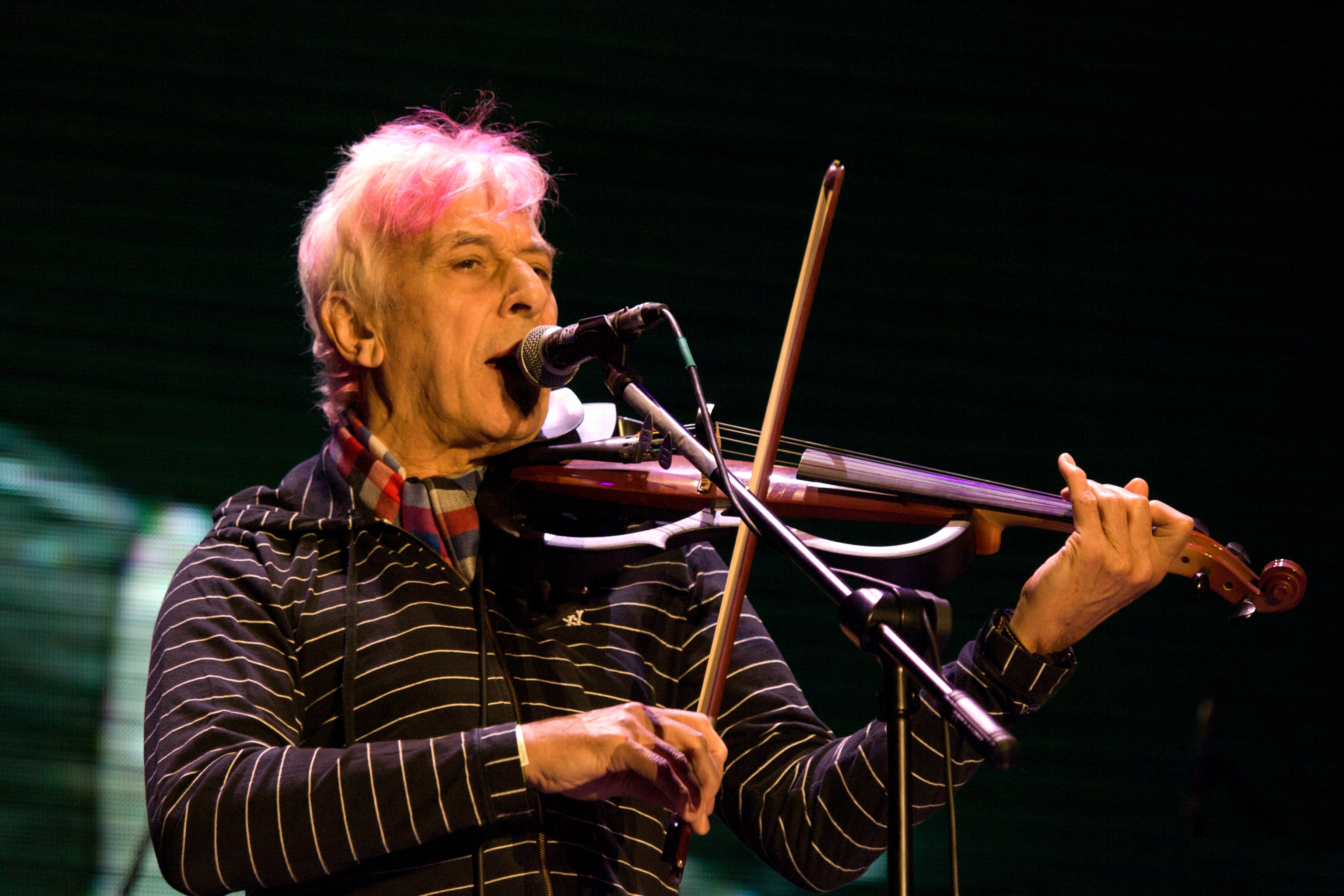
John Cale: nel disco suona la viola elettrica e vari strumenti

John Cale, che aveva studiato con John Cage e composto musica sperimentale insieme al collettivo di musicisti di LaMonte Young (Theatre of Eternal Music) fa ampio uso, tramite la viola, dei bordoni e dei feedback di stampo minimalista, solitamente in quasi tutte le canzoni dell'album: Heroin, Venus in Furs, Black Angel's Death Song per citarne alcune. Il pianoforte preparato, tramite uso di graffette fermacarta tra le corde, di All Tomorrow's Parties è un'idea musicalmente vicina a John Cage il quale sperimentò ampiamente su strumenti musicali preparati.

### Lou Reed e Sterling Morrison
Lou Reed utilizza per lo più chitarre ad accordatura aperta oltre quella che lui stesso denominò "Ostrich Guitar" (dal titolo di una sua canzone pre-Velvet Underground). La "Ostrich" è una chitarra le cui corde sono tutte accordate sulla stessa nota. Viene utilizzata ad esempio nella parte finale di Venus in Furs e in un lungo assolo di Run Run Run. Il tipico suono tintillenante delle chitarre di Heroin è di stampo Folk-rock e denominato Jingle-Jangle, utilizzato dai Byrds che da loro prenderebbe nome.
Sterling Morrison, di stampo più rock n' roll, accompagna Lou Reed alla chitarra ritmica in gran parte delle canzoni dell'album mentre in alcuni brani (come Sunday Morning) suona il basso. Morrison apprezzava anche i tipici cori e la musica Doo-Wop, elemento che risalta nei pezzi in cui lui e Reed seguono in coro la voce di Nico nel ritornello di Femme Fatale ed anche in There She Goes Again.

### Maureen Tucker

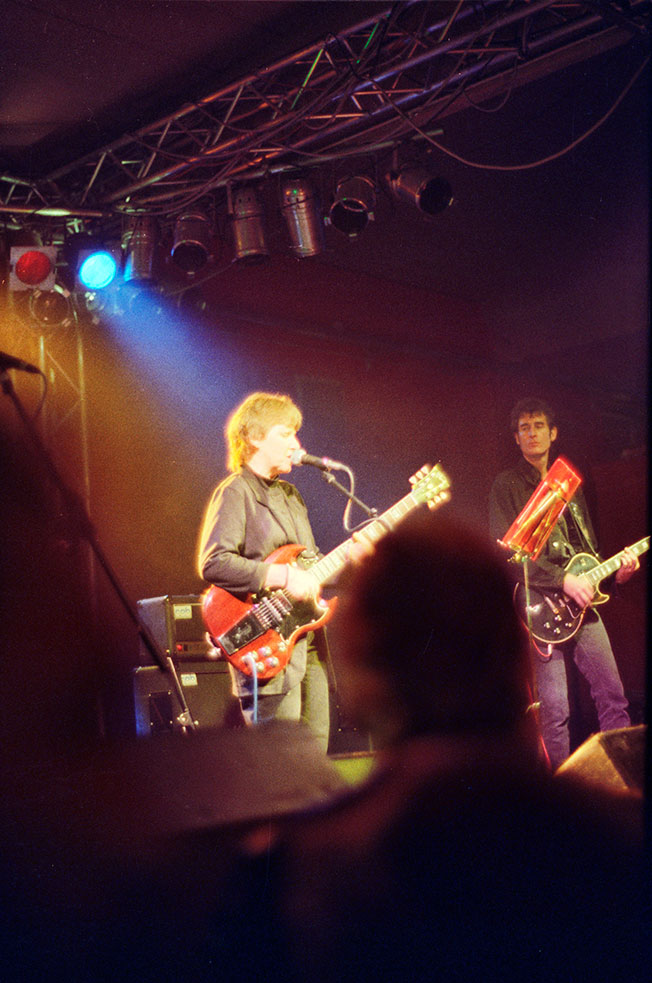
Maureen Tucker: nel disco suona le percussioni

La batterista Maureen Tucker era principalmente influenzata da Bo Diddley e Charlie Watts. Le sue percussioni ricordano lo stile primitivista, potente e ipnotico di Babatunde Olatunji che prende come ispirazione per suonare in modo più "africano".

## Ristampe

### Compact disc
La prima versione in formato CD dell'album venne immessa sul mercato nel 1986 e conteneva qualche lieve differenza rispetto al vinile. Il titolo dell'album era inserito sulla copertina, a differenza della cover originale dell'LP che recava la sola firma di Andy Warhol in basso sulla destra. In aggiunta, l'album conteneva un mixaggio alternativo di All Tomorrow's Parties con una traccia vocale singola al posto di quella raddoppiata della versione dell'LP originale. Apparentemente, Bill Levenson, il tecnico che curò la produzione delle prime edizioni in CD del catalogo dei Velvet Underground, decise di includere la versione del brano a singola voce, come una sorta di piccola sorpresa per i fan.
La successiva edizione in CD rimasterizzata del 1996 ripristinò la grafica originale di copertina e i mixaggi originari dell'album.

### Peel Slowly and See
The Velvet Underground & Nico fu inserito all'interno del cofanetto antologico Peel Slowly and See del 1995. L'album si trova sul secondo CD del box set insieme alla versione su singolo di All Tomorrow's Parties, a due canzoni di Nico tratte da Chelsea Girl e a un estratto di dieci minuti di durata della traccia inedita Melody Laughter. Sul primo disco del cofanetto sono invece inclusi i nastri demo di Ludlow Street del 1965 dove compaiono versioni preliminari di Venus in Furs, Heroin, I'm Waiting for the Man e All Tomorrow's Parties.

## L'acetato degli Scepter Studios
L'originale acetato preliminare prodotto da Norman Dolph agli Scepter Studios contiene svariate registrazioni dei brani che sarebbero finite sulla versione finale dell'album, anche se molte di queste con un mixaggio differente e tre di esse in versione totalmente diversa. L'acetato venne preparato il 25 aprile 1966, al termine delle sessioni di registrazione e poi se ne persero le tracce. Il disco sarebbe riapparso solo dopo circa quarant'anni quando fu acquistato dal collezionista Warren Hill di Montréal, Canada, nel settembre 2002 in un mercatino dell'usato situato nel quartiere di Chelsea a New York per la cifra di $0.75. Hill, rendendosi conto della rarità dell'acetato acquistato, mise l'album in vendita su eBay nel novembre seguente. L'8 dicembre 2006, un anonimo acquirente si aggiudicò l'asta per la cifra favolosa di 155.401 dollari, ma si rivelò un truffatore. L'album venne nuovamente messo all'asta su eBay e venduto con successo il 16 dicembre 2006 per 25.200 dollari.
È importante far notare che delle dieci canzoni registrate agli Scepter Studios, solo nove sono presenti sul nastro. Dolph indica There She Goes Again come la traccia mancante.

### Tracce acetato
1. European Son – 8:49†
2. The Black Angel's Death Song – 3:13†
3. All Tomorrow's Parties – 5:51†
4. I'll Be Your Mirror – 2:07†
5. Heroin – 6:12‡
6. Femme Fatale – 2:36†
7. Venus in Furs – 4:35‡
8. I'm Waiting for the Man – 4:11‡
9. Run Run Run – 4:23†

† - denota traccia proveniente dalla medesima take, ma con mixaggio differente rispetto alla versione sull'album
‡ - denota traccia proveniente da una take diversa rispetto alla versione sull'album

## Deluxe Edition 2002
Nel 2002, la Universal ha pubblicato una "Deluxe Edition" del disco in due CD che comprende sia la versione stereo che mono dell'intero album, insieme a cinque canzoni prese dall'LP di Nico Chelsea Girl (Little Sister, Winter Song, It Was a Pleasure Then, Chelsea Girls, e Wrap Your Troubles in Dreams, tutte canzoni scritte da membri dei Velvet Underground) e le versioni su singolo di All Tomorrow's Parties, I'll Be Your Mirror, Sunday Morning, e Femme Fatale.

### Tracce Edizione Deluxe
CD 1
1. Sunday Morning (Album Version (Stereo)) - 2:53
2. I'm Waiting For The Man (Chorus) - 4:39
3. Femme Fatale (Album Version (Stereo)) - 2:38
4. Venus In Furs (Album Version (Stereo)) - 5:12
5. Run Run Run (Album Version (Stereo)) - 4:22
6. All Tomorrow's Parties (Album Version (Stereo)) - 6:00
7. Heroin (Album Version (Stereo)) - 7:12
8. There She Goes Again (Album Version (Stereo)) - 2:41
9. I'll Be Your Mirror (Album Version (Stereo)) - 2:14
10. The Black Angel's Death Song - 3:11
11. European Son (Album Version (Stereo)) - 7:46

#### Bonus tracks
1. Little Sister - 4:25
2. Winter Song - 3:18
3. It Was A Pleasure Then - 8:02
4. Chelsea Girls - 7:24
5. Wrap Your Troubles in Dreams - 5:08

CD 2
1. Sunday Morning (Album Version (Mono)) - 2:53
2. I'm Waiting For The Man (Mono) - 4:39
3. Femme Fatale (Album Version (Mono)) - 2:38
4. Venus In Furs (Album Version (Mono)) - 5:12
5. Run Run Run (Album Version (Mono)) - 4:22
6. All Tomorrow's Parties (Album Version (Mono)) - 6:00
7. Heroin (Album Version (Mono)) - 7:12
8. There She Goes Again (Album Version (Mono)) - 2:41
9. I'll Be Your Mirror (Album Version (Mono)) - 2:14
10. The Black Angel's Death Song - 3:11
11. European Son (Album Version (Mono)) - 7:46

1. All Tomorrow's Parties (single version) - 2:53
2. I'll Be Your Mirror (single version B-side) - 2:18
3. Sunday Morning (single version) - 2:59
4. Femme Fatale (single version B-side) - 2:37

## 45th Anniversary Super Deluxe Edition
Il 1º ottobre 2012, la Universal ha pubblicato una versione dell'album in cofanetto box set di 6 CD, da intendersi come "edizione definitiva". In esso sono contenuti i missaggi mono e stereo del disco (incluse le rispettive bonus tracks) sui CD 1 & 2, l'album Chelsea Girl di Nico nella sua interezza sul terzo CD e l'acetato degli Scepter Studios sul CD 4. I dischi 5 e 6 contengono un'esibizione live del 1966 precedentemente inedita da parte del gruppo.

### Disco 5: Live at Valleydale Ballroom, Columbus, Ohio, November 4, 1966 (Part 1)
1. Melody Laughter (Instrumental jam) – 28:26
2. Femme Fatale – 2:37
3. Venus in Furs – 4:45
4. The Black Angel's Death Song – 4:45
5. All Tomorrow's Parties – 5:03

### Disco 6: Live at Valleydale Ballroom, Columbus, Ohio, November 4, 1966 (Part 2)
1. Waiting for the Man – 4:50
2. Heroin – 6:42
3. Run Run Run – 8:43
4. The Nothing Song (Instrumental jam) – 27:56

## Cover
Nel 2021 è uscito l'album tributo I'll Be Your Mirror: A Tribute to The Velvet Underground & Nico, con cover di Kurt Vile, St. Vincent e Iggy Pop, fra gli altri.

## Classifiche
| Classifica (2021) | Posizione massima |
| ----------------- | ----------------- |
| Grecia            | 20                |